# Convertidor d'impedància negativa

Convertidor d'impedància negativa

El convertidor d'impedància negativa (amb acrònim anglès NIC) és un circuit actiu que injecta energia als circuits en contrast amb una càrrega ordinària que en consumeix energia. Això s'aconsegueix sumant o restant una tensió variable excessiva en sèrie a la caiguda de tensió a través d'una impedància positiva equivalent. Això inverteix la polaritat de la tensió o la direcció actual del port i introdueix un canvi de fase de 180° (inversió) entre la tensió i el corrent per a qualsevol generador de senyal. Les dues versions obtingudes són, per tant, un convertidor d'impedància negativa amb inversió de tensió (VNIC) i un convertidor d'impedància negativa amb inversió de corrent (INIC). A continuació es mostra el circuit bàsic d'un INIC i la seva anàlisi.

## Circuit bàsic i anàlisi
INIC és un amplificador no inversor (l'amplificador operatiu i el divisor de tensió {\displaystyle R_{1}}, {\displaystyle R_{2}} a la figura) amb una resistència ({\displaystyle R_{3}}) connectat entre la seva sortida i entrada. La tensió de sortida de l'amplificador operatiu és
{\displaystyle V_{\text{opamp}}=V_{\text{S}}\left(1+{\frac {R_{2}}{R_{1}}}\right).}
El corrent que passa de la sortida de l'amplificador operacional a través de la resistència {\displaystyle R_{3}} cap a la font {\displaystyle V_{\text{S}}} és {\displaystyle -I_{\text{S}}}, i
{\displaystyle -I_{\text{S}}={\frac {V_{\text{opamp}}-V_{\text{S}}}{R_{3}}}=V_{\text{S}}{\frac {~{\frac {R_{2}}{R_{1}}}~}{R_{3}}}.}
Així que l'entrada {\displaystyle V_{\text{S}}} experimenta un corrent contrari {\displaystyle -I_{\text{S}}} que és proporcional a {\displaystyle V_{\text{S}}}, i el circuit actua com una resistència amb resistència negativa
{\displaystyle R_{\text{in}}\triangleq {\frac {V_{\text{S}}}{I_{\text{S}}}}=-R_{3}{\frac {R_{1}}{R_{2}}}.}
En general, elements {\displaystyle R_{1}}, {\displaystyle R_{2}}, i {\displaystyle R_{3}} no cal que siguin resistències pures (és a dir, poden ser condensadors, inductors o xarxes d'impedància).

## Aplicació

Figura: Convertidor d'impedància negativa

Utilitzant una NIC com a resistència negativa, és possible deixar que un generador real es comporti (gairebé) com un generador ideal, (és a dir, la magnitud del corrent o de la tensió generada no depèn de la càrrega).

### Circuits d'impedància negativa
El negatiu de qualsevol impedància es pot produir mitjançant un convertidor d'impedància negativa (INIC als exemples següents), incloent la capacitat negativa i la inductància negativa. La NIC també es pot utilitzar per dissenyar impedàncies flotants, com un inductor negatiu flotant.
| {\displaystyle Z_{\text{in}}={v \over i}=-Z} |